# Шардиње
Шардиње (словен. Šardinje) је насељено место у општини Ормож, Подравска регија, Словенија.

## Историја
До територијалне реорганизације у Словенији било је у саставу старе општине Ормож.

## Становништво
У попису становништва из 2011. године, Шардиње је имало 121 становника.
| Број становника према пописима | Број становника према пописима | Број становника према пописима |
| ------------------------------ | ------------------------------ | ------------------------------ |
| 1991                           | 2002                           | 2011                           |
| 130                            | 125                            | 121                            |